# Ромі Фара
Ромі Фара (ісп. Romy Farah; нар. 5 січня 1985) — колишня колумбійська тенісистка.
Найвищу одиночну позицію світового рейтингу — 493 місце досягла 8 липня 2002, парну — 451 місце — 27 жовтня 2003 року.

## Фінали ITF

### Одиночний розряд: 1 (0–1)
| Результат | Ранг | Дата           | Турнір                      | Покриття | Суперниця | Рахунок  |
| --------- | ---- | -------------- | --------------------------- | -------- | --------- | -------- |
| Поразка   | 1.   | 17 червня 2002 | Монтемор-у-Нову, Португалія | Тверде   | Амбер Лю  | 2–6, 2–6 |

### Парний розряд: 4 (0–4)
| Результат | Ранг | Дата              | Турнір                   | Покриття | Партнерка      | Суперниці                                  | Рахунок       |
| --------- | ---- | ----------------- | ------------------------ | -------- | -------------- | ------------------------------------------ | ------------- |
| Поразка   | 1.   | 25 листопада 2001 | Калі (місто), Колумбія   | Ґрунт    | Маріана Корреа | Лівія Аззі Марія Фернанда Алвеш            | 5–7, 1–6      |
| Поразка   | 2.   | 25 травня 2003    | Альмерія, Іспанія        | Тверде   | Astrid Waernes | Неуза Сілва Іпек Шенолу                    | 5–7, 7–5, 3–6 |
| Поразка   | 3.   | 5 жовтня 2003     | Каркавелуш 1, Португалія | Ґрунт    | Агнеш Савай    | Івета Герлова Катарина Кашликова           | 4–6, 6–7(6–8) |
| Поразка   | 4.   | 18 жовтня 2003    | Каркавелуш 2, Португалія | Ґрунт    | Неуза Сілва    | Роса Марія Андрес Родрігес Селін Бейгбедер | 2–6, 0–1 ret. |